# Cymbirhynchus
Cymbirhynchus is een geslacht van zangvogels uit de familie breedbekken en hapvogels (Eurylaimidae). De enige soort is:
- Cymbirhynchus macrorhynchos  – Zwart-rode hapvogel